# Ambassade des États-Unis au Cameroun
L'ambassade des États-Unis au Cameroun est la représentation diplomatique des États-Unis d'Amérique en République du Cameroun à Yaoundé.

## Ambassadeurs
Christopher J. Lamora, nommé par Joe Biden en avril 2021, est ambassadeur depuis mars 2022.

## Histoire
Les États-Unis ont établi l'ambassade à l'indépendance du Cameroun en 1960.